# Yellowcake

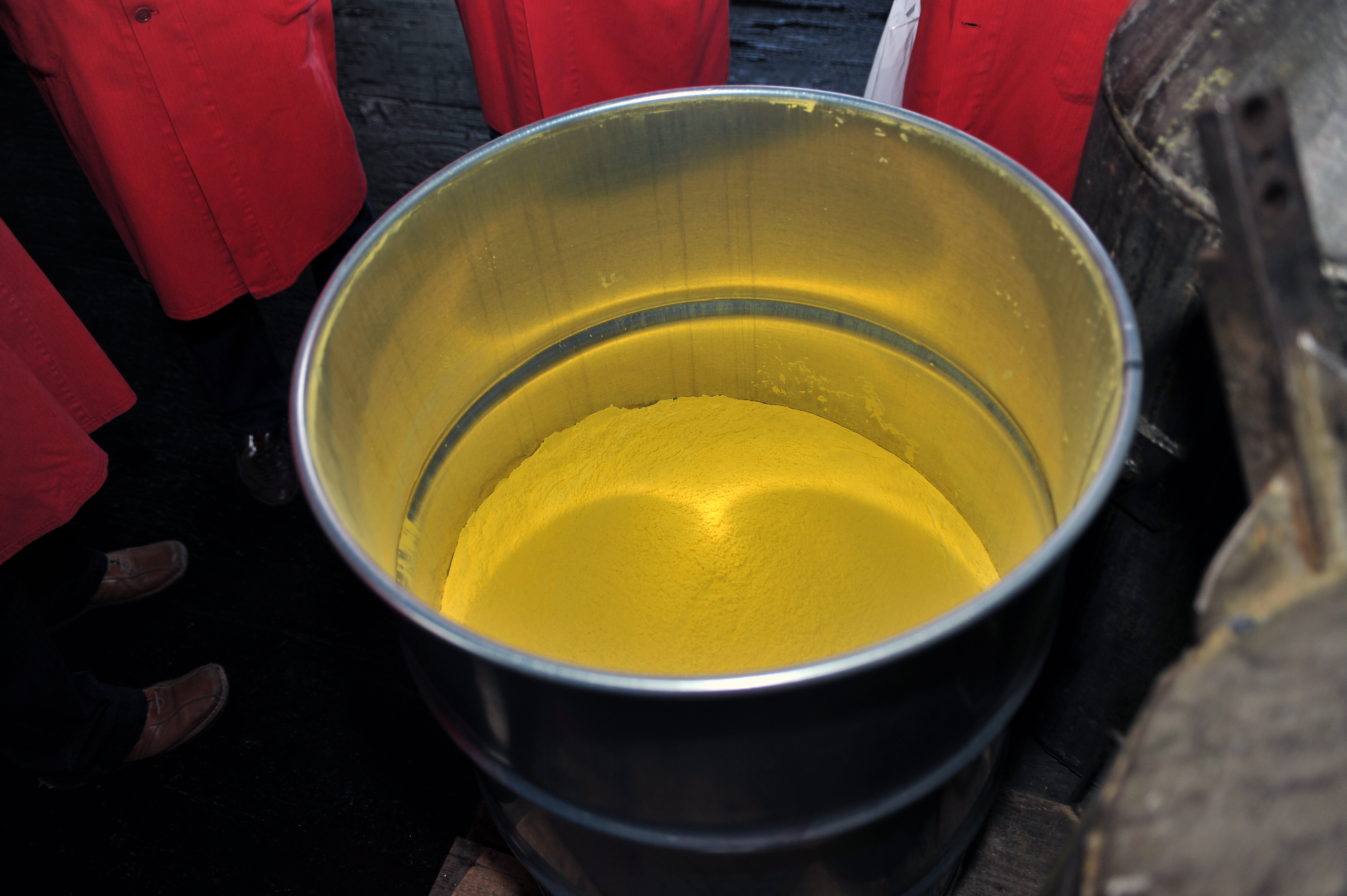
Ein Behälter mit pulverförmigem Yellowcake

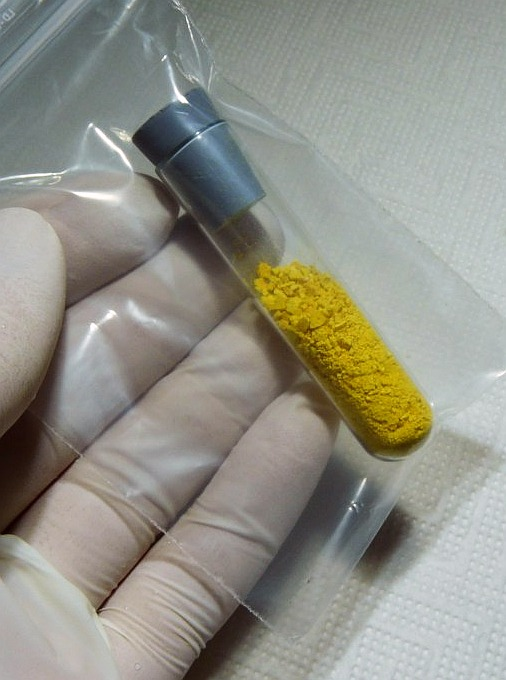
Bröseliges Yellowcake im Reagenzglas

Yellowcake (englisch „Gelbkuchen“ oder „gelber Kuchen“) ist ein pulverförmiges Gemisch von Uranverbindungen. Der umgangssprachliche Name stammt von der ursprünglich gelben Farbe des Pulvers aus früheren Herstellungsverfahren. Aufgrund der heute verwendeten höheren Temperaturen bei der Aufbereitung von Uranerz ist  „Yellowcake“ späterer Produktion eher braun bis schwarz.
Nach dem Erzabbau folgt als erste Verarbeitungsstufe die Herstellung von Yellowcake, einer Art von Uranerz-Konzentrat, bzw. einem Produkt hoher technischer Reinheit. Der Gehalt dieses stabilen Uranoxids (U3O8) wird im Uranhandel oft als Vergleichsbasis angegeben. Heutige Produkte enthalten 70–90 % U3O8 als Basis, und nur noch weniger der gelben namensgebenden Verbindungen Urantrioxid UO3 oder Natriumdiuranat Na2U2O7. Das in Yellowcake enthaltene Uran hat beispielsweise eine Isotopenzusammensetzung von 99,3 % 238U, 0,7 % 235U und Spuren von 234U.
Der Name Yellowcake ist nicht gleichbedeutend mit Triuranoctoxid U3O8. Letzteres Oxid wird auch als schwarzes Oxid bezeichnet. Es entsteht bei der Verbrennung eines beliebigen Uranoxids an der Luft bei etwa 700 °C.
Das Mineral Pechblende wurde historisch auch mit U3O8 gleichgesetzt und das Mineral Uraninit enthält UO2 sowie UO3 aufgrund von Oxidation, d. h. eine Mischung beider Oxide. Oft werden diese beiden Begriffe bzw. Zusammensetzung gleichgesetzt oder vertauscht. Beide zählen zu der Gruppe der einfachen Uranoxide. Ersterer bezieht sich auf die massive Form des Uraninits.
Durchschnittlich ist in Uranerz nur 0,05 % bis 0,6 % Uran in Form von Uranoxiden enthalten. Monazit enthält z. B. 0,4 % des U3O8. Ein Erz mit einem höheren Urangehalt ist z. B. Coffinit. Das Uranerz der kanadischen Mine Cigar Lake hat einen durchschnittlichen U3O8 Äquivalentanteil von über 15 % und ist damit eine Ausnahme. Die Zusammensetzung des Uranminerals besteht aus Uraninite (UO2), Coffinite (USiO4) und Anteilen von Galenit (PbS).
Größere Mengen Uran befinden sich in der Gesteinsart Granit (ca. 9 g pro metrische Tonne) gegenüber Dunit (ca. 1,5 g pro t). Im kommerziellen Uranbergbau spielt Granit jedoch keine größere Rolle.

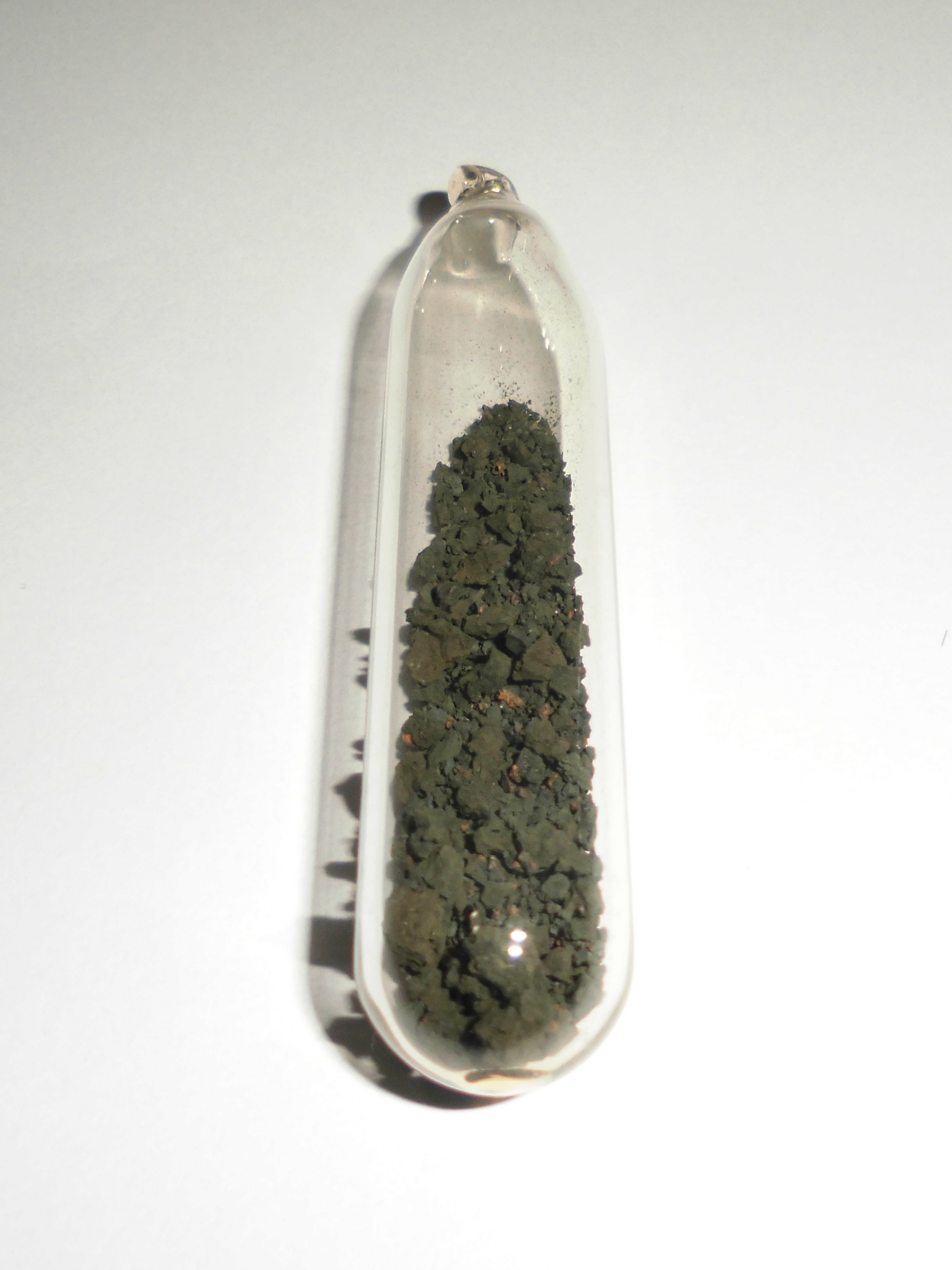
Triuranoctoxid U_{3}O_{8} ist grün-schwarz. Die gelbliche Farbe des Yellowcake stammt von anderen Oxiden, z. B. UO_{3}

## Anwendung
Yellowcake ist der Ausgangsstoff für die Herstellung von Brennelementen. Die weiteren Verarbeitungsschritte hängen davon ab, in welchem Reaktortyp das Uran eingesetzt werden soll. Liegt kein reines Yellowcake vor, richten sich die Prozess- und Bearbeitungsschritte nach dem Erztyp.
- Ist eine Anreicherung des spaltbaren Uran-235 erforderlich, so wird Yellowcake in einem chemischen Prozess (Auflösung in Salpetersäure zur Gewinnung von Uranyl) in Urantetrafluorid UF4 und dann in das unter Normalbedingungen kristalline, ab 56 °C gasförmige Uranhexafluorid UF6 umgewandelt;
- Soll Uranmetall gewonnen werden, erfolgt eine Umsetzung des Urandioxid UO2 zu UF4 und mittels Calcium oder Magnesium dann zu metallischem Uran (U).

### Beispiele
- In den meisten kommerziellen Leistungsreaktoren (Leichtwasserreaktoren) wird das keramische Urandioxid UO2 nach geringer (< 5 %) Anreicherung eingesetzt;
- Für CANDU-Reaktoren wird U3O8 zu UO3 und dann direkt zu UO2 mittels Prozessen der Lösungsmittelextraktion umgewandelt. Letzteres wird dann zu keramischen Uranpellets gesintert. Es gibt keinen Anreicherungsschritt, da in CANDU-Schwerwasserreaktoren ein geeigneter, wenn auch in der Herstellung teurerer Neutronenmoderator zur Verfügung steht;
- Für die damaligen Britischen Magnox-Reaktoren kam primär natürliches Uran in metallischer Form (U) und natürlichem Isotopenverhältnis ({\displaystyle \approx } 1/138 Uran-235 in Uran-238, d. h. {\displaystyle \approx } 0,7 % spaltbares Uran) als Brennstoff zum Einsatz. Der Advanced Gas-Cooled Reaktor (AGR), eine Weiterentwicklung (Prototyp) des Magnox-Baureihe, verwendete bereits UO2.

Hinweis: Anreicherung erhöht die Reaktivität, welche für den Betrieb eines Kernreaktors eine entscheidende Größe ist. Forschungsreaktoren verwenden häufig Brennelemente im mittleren Anreicherungsbereich von bis zu 20 % Uran-235.

## Nukleare Sicherheit
Die forensische Ermittlung des Ursprungs nuklearer Arbeitsstoffe ist bei diesen Uranerzkonzentraten am einfachsten, da die dazu nötigen Fremdstoffspuren in den folgenden Reinigungsschritten immer weiter reduziert werden.

## Abfälle und Rückstände
Die Rückstände aus der Gewinnung von Yellowcake – sogenannte Tailings – enthalten neben anderen begleitenden Schwermetallen vor allem deren stark radioaktive Zerfallsprodukte, bspw. Radium. Aufgrund ihrer großen Menge und ihrer Mobilität stellen sie über längere Zeit betrachtet ein großes Umweltproblem dar. Problematisch ist insbesondere die langanhaltende Kontamination der Grundwasservorkommen.

### Fachartikel
- D. M. Hausen: Characterizing and classifying uranium yellow cakes: A background. In: JOM. Band 50, Nr. 12, Dezember 1998, S. 45–47, doi:10.1007/s11837-998-0307-5 (englisch).
- Gavin M. Mudd: The future of Yellowcake: A global assessment of uranium resources and mining. In: Science of The Total Environment. Band 472, Februar 2014, S. 590–607, doi:10.1016/j.scitotenv.2013.11.070 (englisch).
- C. R. Edwards, A. J. Oliver: Uranium processing: A review of current methods and technology. In: JOM. Band 52, Nr. 9, September 2000, S. 12–20, doi:10.1007/s11837-000-0181-2 (englisch).

### Fachbücher
- IAEA (Hrsg.): Manual on laboratory testing for uranium ore processing (= Technical reports series. Band 313). IAEA, Vienna 1990, ISBN 978-92-0-145190-3 (englisch, iaea.org [PDF]).
- IAEA (Hrsg.): Uranium extraction technology (= Technical reports series / International Atomic Energy Agency. Band 359). International Atomic Energy Agency, Vienna 1993, ISBN 978-92-0-103593-6 (englisch, iaea.org [PDF]).
- Jonathan S. Morrell, Mark J. Jackson (Hrsg.): Uranium Processing and Properties. Springer New York, New York, NY 2013, ISBN 978-1-4614-7590-3, doi:10.1007/978-1-4614-7591-0 (englisch).
- Ian Hore-Lacy (Hrsg.): Uranium for Nuclear Power. Elsevier, 2016, ISBN 978-0-08-100307-7, doi:10.1016/C2014-0-03309-6 (englisch).
- Sujay Kumar Dutta, Dharmesh R. Lodhari: Uranium. In: Extraction of Nuclear and Non-ferrous Metals (= Topics in Mining, Metallurgy and Materials Engineering). Springer Singapore, Singapore 2018, ISBN 978-981-10-5171-5, S. 27–37, doi:10.1007/978-981-10-5172-2_2 (englisch).

### Verwandte Publikationen
- IAEA: Management of Radioactive Waste from the Mining and Milling of Ores (= Specific Safety Guides. WS-G-1.2). IAEA, Vienna 2002, ISBN 92-0-115802-5 (englisch, iaea.org).
- Margarete Kalin-Seidenfaden, William N. Wheeler (Hrsg.): Mine Wastes and Water, Ecological Engineering and Metals Extraction: Sustainability and Circular Economy. Springer International Publishing, Cham 2022, ISBN 978-3-03084650-3, doi:10.1007/978-3-030-84651-0 (englisch).

## Weblink
- How It's Made - Uranium Part 1 auf YouTube, abgerufen am 3. Mai 2025 (englisch; Cameco).
- How It's Made - Uranium Part 2 auf YouTube, abgerufen am 3. Mai 2025 (englisch; Cameco).
- Yellow Cake – Die Lüge von der sauberen Energie (Dokumentarfilm)